# 清水計畫
清水計畫是臺灣日治時期由官方提出在卑南溪流域施作的一項水力發電工程計畫，然而該計畫截至日治時期結束前從未實現。

## 沿革

### 日治時期

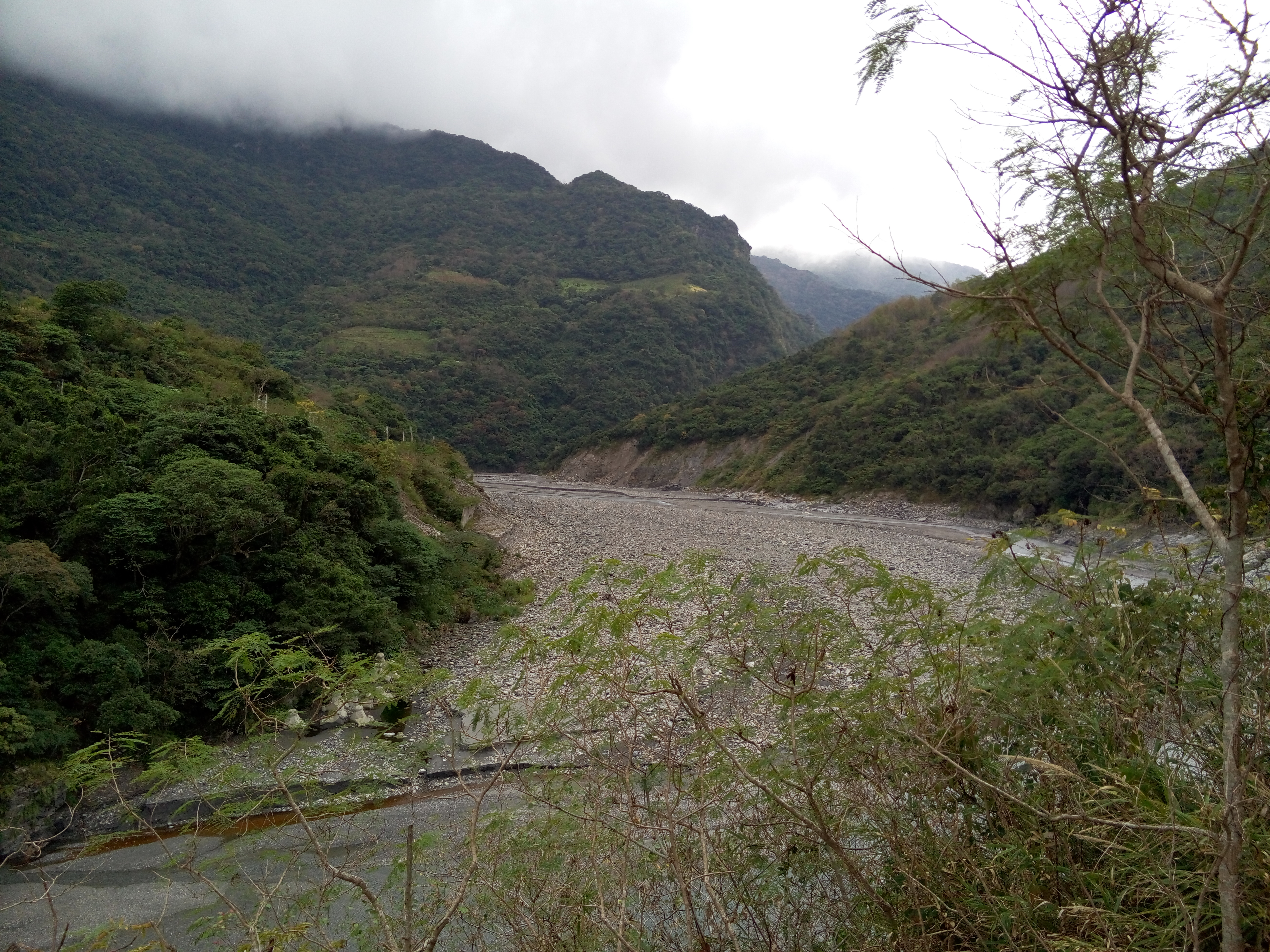
清水大橋向鹿野溪上游拍攝，該河段即為原日治時期清水計畫築壩地點

清水計畫最早是在臺灣日治時期中，由當時台灣總督府在1941年（昭和16年）10月臨時召開的臺灣經濟審議會中，所提出的電源開發10年計畫，而當時總督府規劃在今鹿野溪（バツカウ）羅試山山腳下興建水壩一座，並供應兩座水力發電廠的用水來源，這項水力發電工程當時因所在位置而被稱作為「清水計畫」。
該計畫在會議後被歸類在電源開發10年計畫中的後5年計劃裡，然而因太平洋戰爭爆發，日本方面物資缺乏，最終到日本戰敗、國民政府接管臺灣之時，該計畫仍無實際推動。

### 戰後

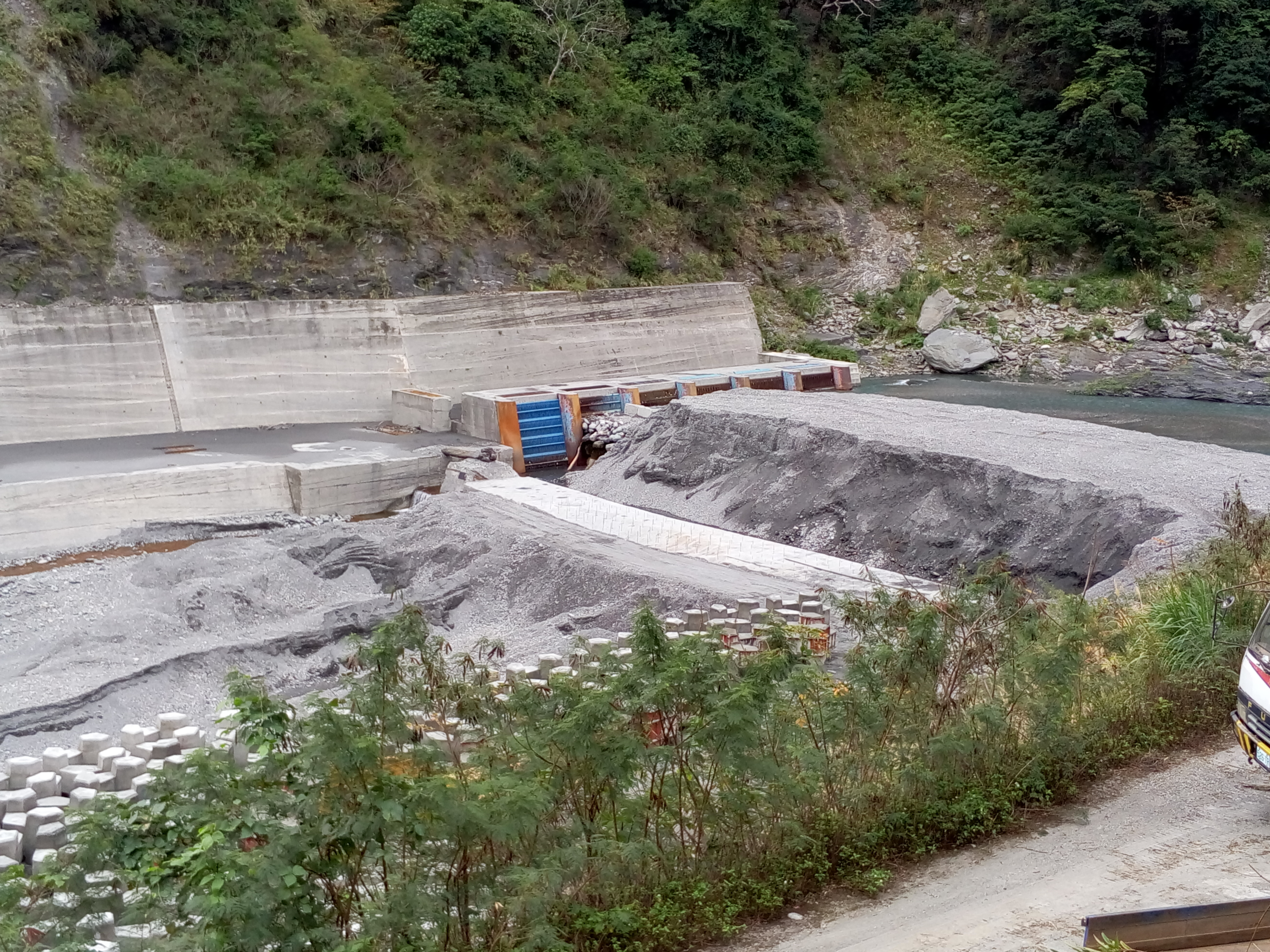
卑南上圳攔河堰，該攔河堰雖是延續日治時期清水計畫，然而實際築壩位置、目標功能以及壩型皆與日治時期大相逕庭。

二戰後，國民政府接收臺灣，而當時因臺東卑南平原一帶之農地地勢較高，無灌溉設施。臺灣省政府為平衡東部地區發展，再加上當時臺灣社會處於與中國大陸的緊張關係之下，因此積極將臺灣各地之荒地改造成稻田，以做為儲備糧倉。加上時任中華民國總統的蔣介石來到原日治時期築壩的預定地後指示應興建卑南上圳來供應臺東地區的灌溉用水。因此，1948年（民國37年）起先後省政府水利局、台灣電力公司、水資會等機關依照原日治時期規畫的清水築壩工程為基礎針對羅試、清水、上里等地多次調查規劃。
然而，台灣電力公司方面因為財務問題於1972年後退出計畫。因此，臺灣省政府戰後所延續之日治時期清水計畫自此正式與發電之目標正式脫鉤，再加上在隔年6月，前往羅試實地探勘的水利局第八工程處提出第一期的築壩工作報告。其中，報告指出，在經過鹿野溪羅試地區鑽探後，該區礫石堆積層太厚，非常不利於建設水壩，應重新尋找新的地點建築卑南上圳所需的攔水壩，所以現今卑南上圳攔河堰之位置也與當時日本人規畫之築壩地點相差了約0.8公里。

## 諸元
| 計畫廠址編號     | 46               | 45               |
| 設計水頭         | 94公尺           | 207公尺          |
| 設計最大裝置容量 | 18.9MW（百萬瓦） | 29.8MW（百萬瓦） |
| 設計年發電效益   | 128KWH（千瓦時） | 195KWH（千瓦時） |

## 備註
1. ↑  中文名稱為日文片假名直翻譯中文

## 資料來源
1. 1 2 3 4 5 6 7 8 9 10 11 12  林炳炎. . 臺灣: 三民書局. 1997. ISBN 9579719772.
2. 1 2 3 4 5 6 7  賴亮郡. . 2012年  [2014年] （中文（繁體））.[永久]